# Риччи, Стефано
Сте́фано Ри́ччи (итал. Stefano Ricci; 1765[…], Флоренция — 1837[…], Флоренция) — итальянский скульптор. Представитель неоклассицизма флорентийской школы.

## Биография
Стефано родился недалеко от Флоренции 26 декабря 1765 года, в семье Джованни Баттисты и Лючии Росси. Учился в Академии изящных искусств во Флоренции, где был учеником Инноченцо Спинацци; в 1786 году был награждён за терракотовую копию скульптуры Фавна из галереи Уффици; в 1787 году — за снятую с слепка копию статуи Зенона Капитолийских музеев.
Риччи обучался также у Франческо Каррадори. В 1795 году он создал своё первое самостоятельное произведение — мраморную статую, изображающую Святого Филиппо Нери (Пистойя, церковь Санти Просперо-е-Филиппо Нери).
В 1802 году в Академии получил должность преподавателя. Среди его работ — кенотаф Данте в базилике Санта-Кроче, торжественно открытый 24 марта 1830 года. Риччи работал над этим произведением с перерывами около пятнадцати лет.
Между 1825 и 1827 годами он изваял портретный бюст великого герцога Фердинанда III, умершего в июне 1824 года, находящийся в вестибюле галереи Уффици. В последующем он создавал многие скульптурные монументы и надгробия. В 1815 году был назначен мастером скульптуры, фактически став первым профессором этой дисциплины во Флорентийской академии. В отношении индивидуального стиля считается последователем Антонио Кановы.
Себастьяно Риччи также работал экспертом и реставратором знаменитых флорентийских статуй, в том числе «Давида» Микеланджело. Среди его учеников был Лоренцо Ненчини.

## Галерея

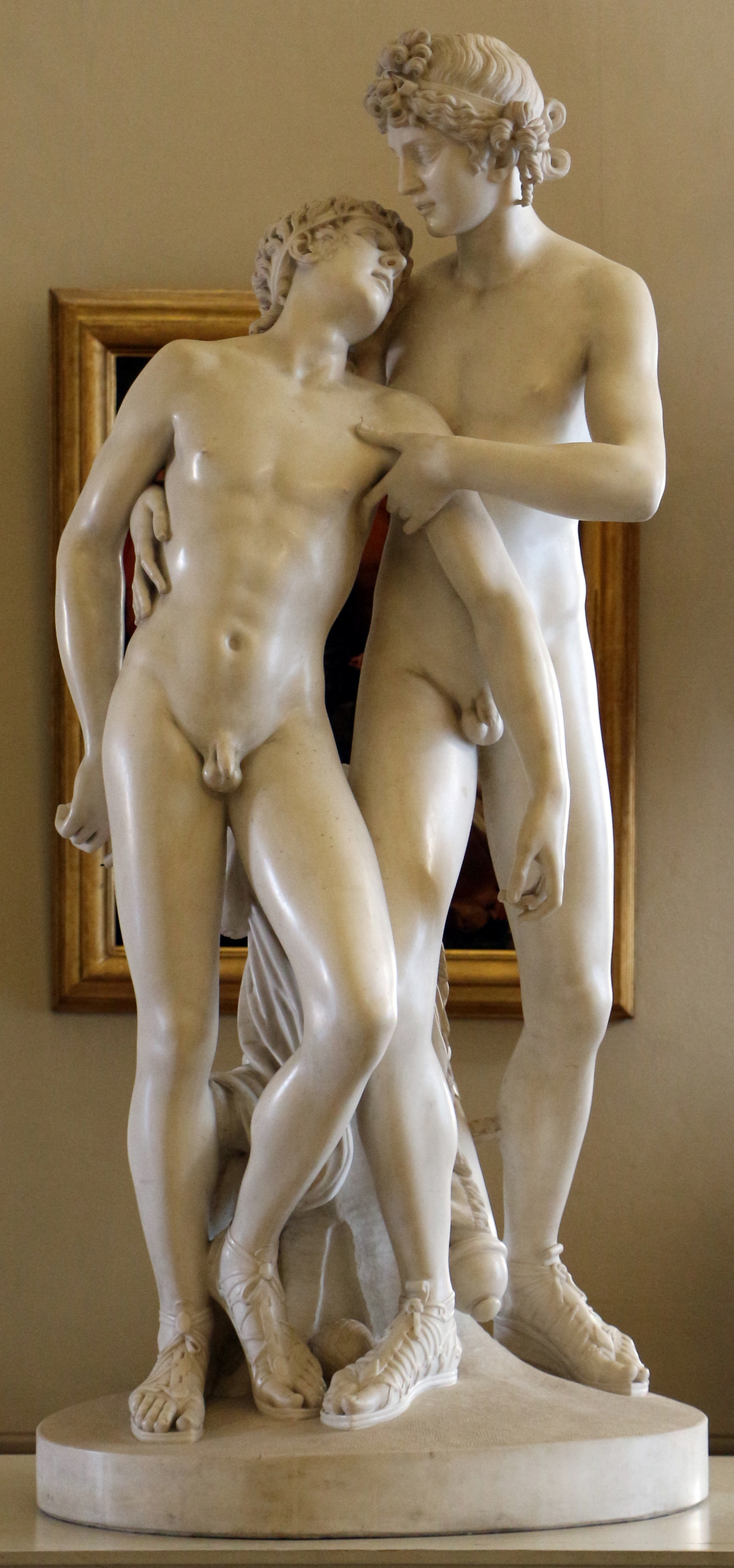
Аполлон и Гиацинт. Галерея современного искусства, Флоренция
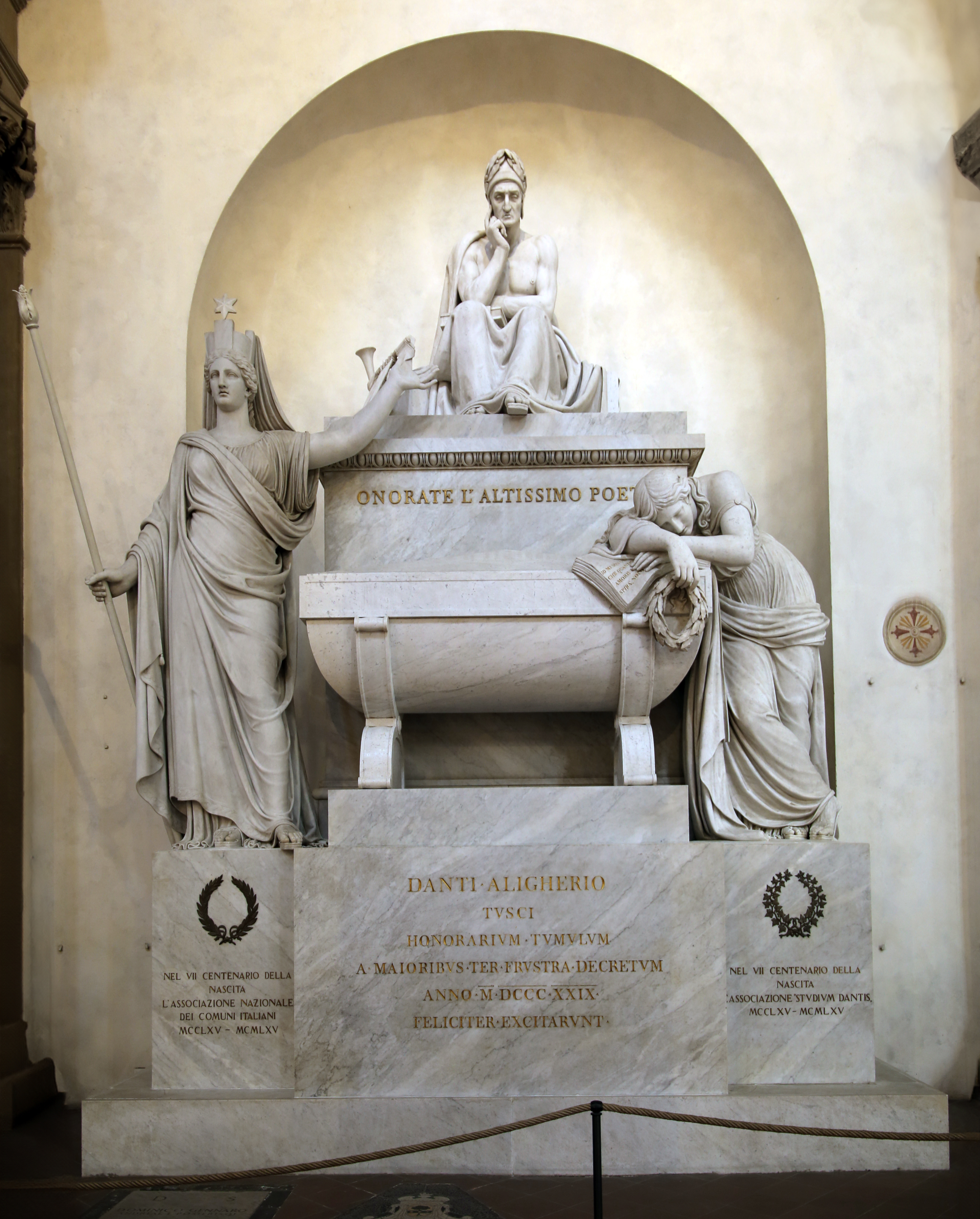
Кенотаф Данте Алигьери. 1819—1830. Церковь Санта-Кроче, Флоренция
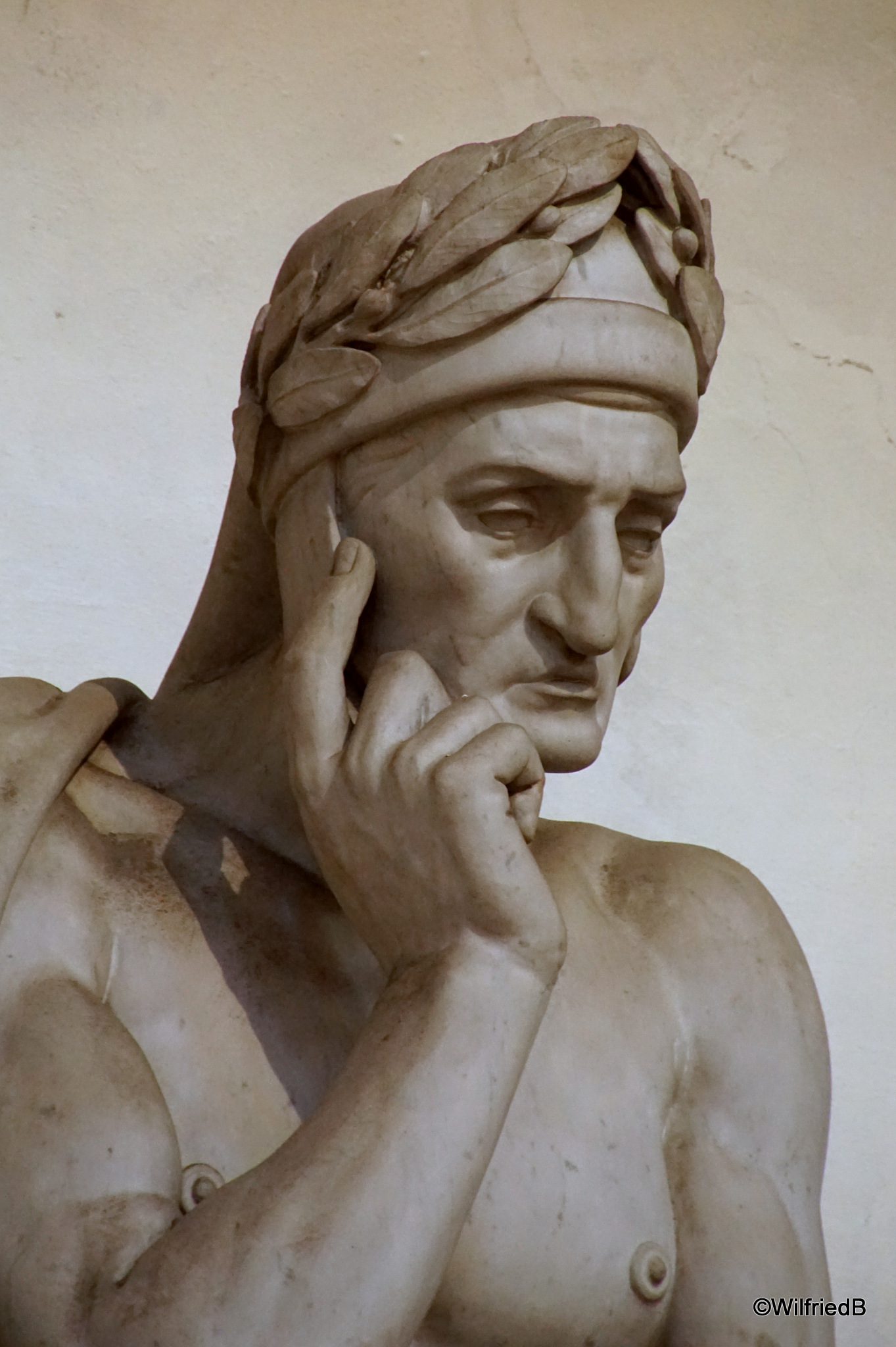
Деталь памятника
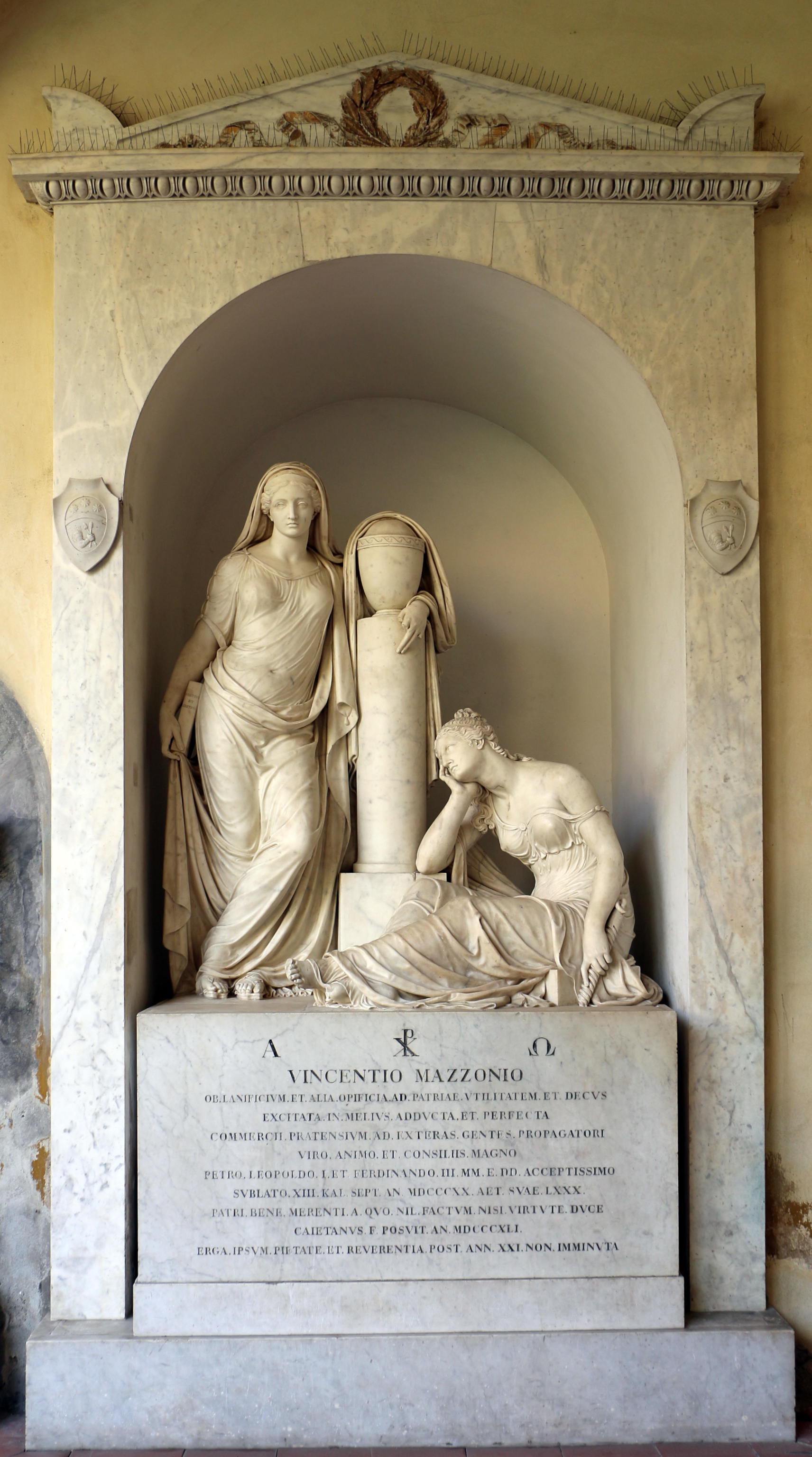
Кенотаф Винченцо Маццони. 1841
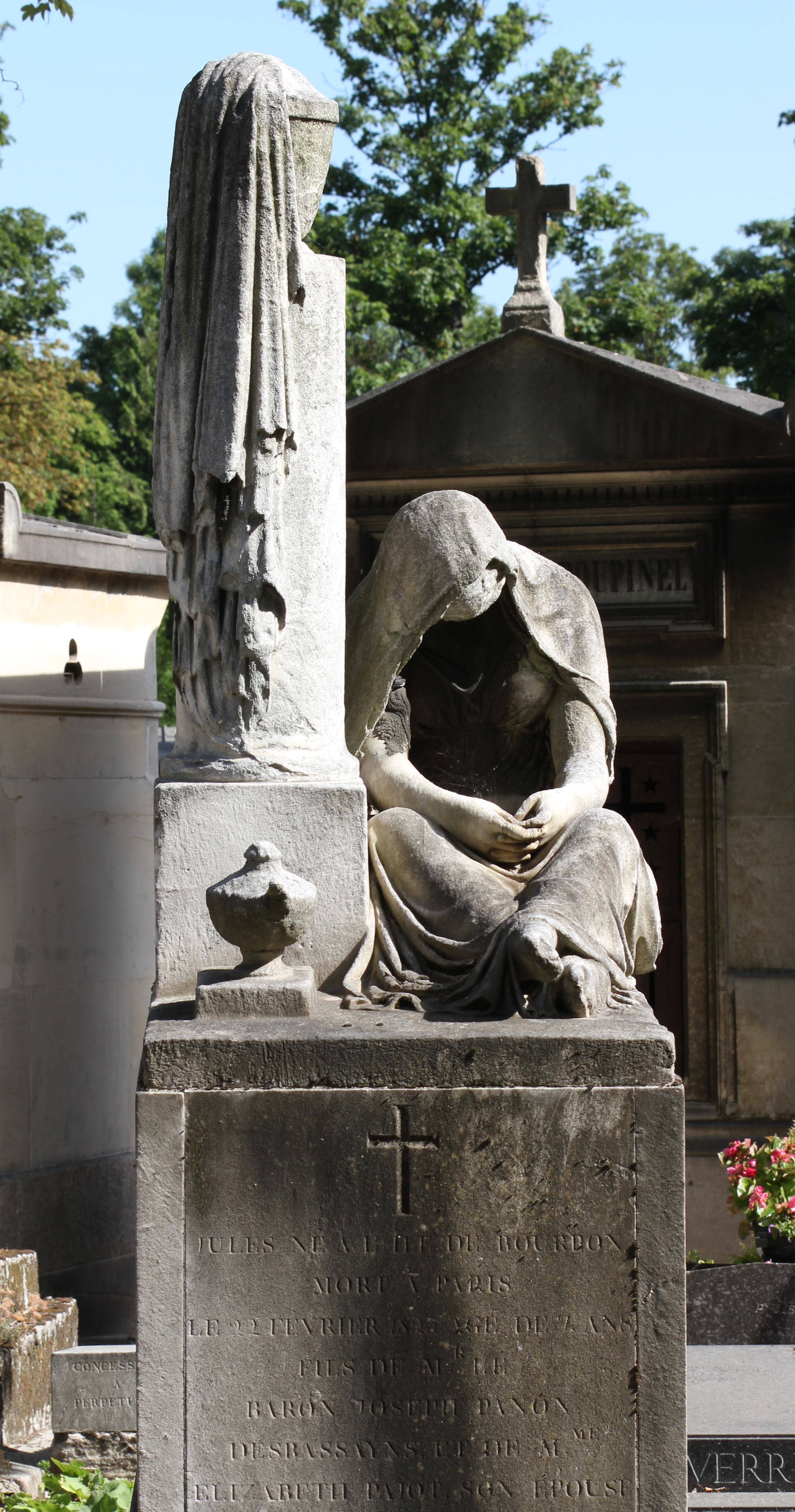
Надгробие Дебассена. Кладбище Пер-Лашез, Париж
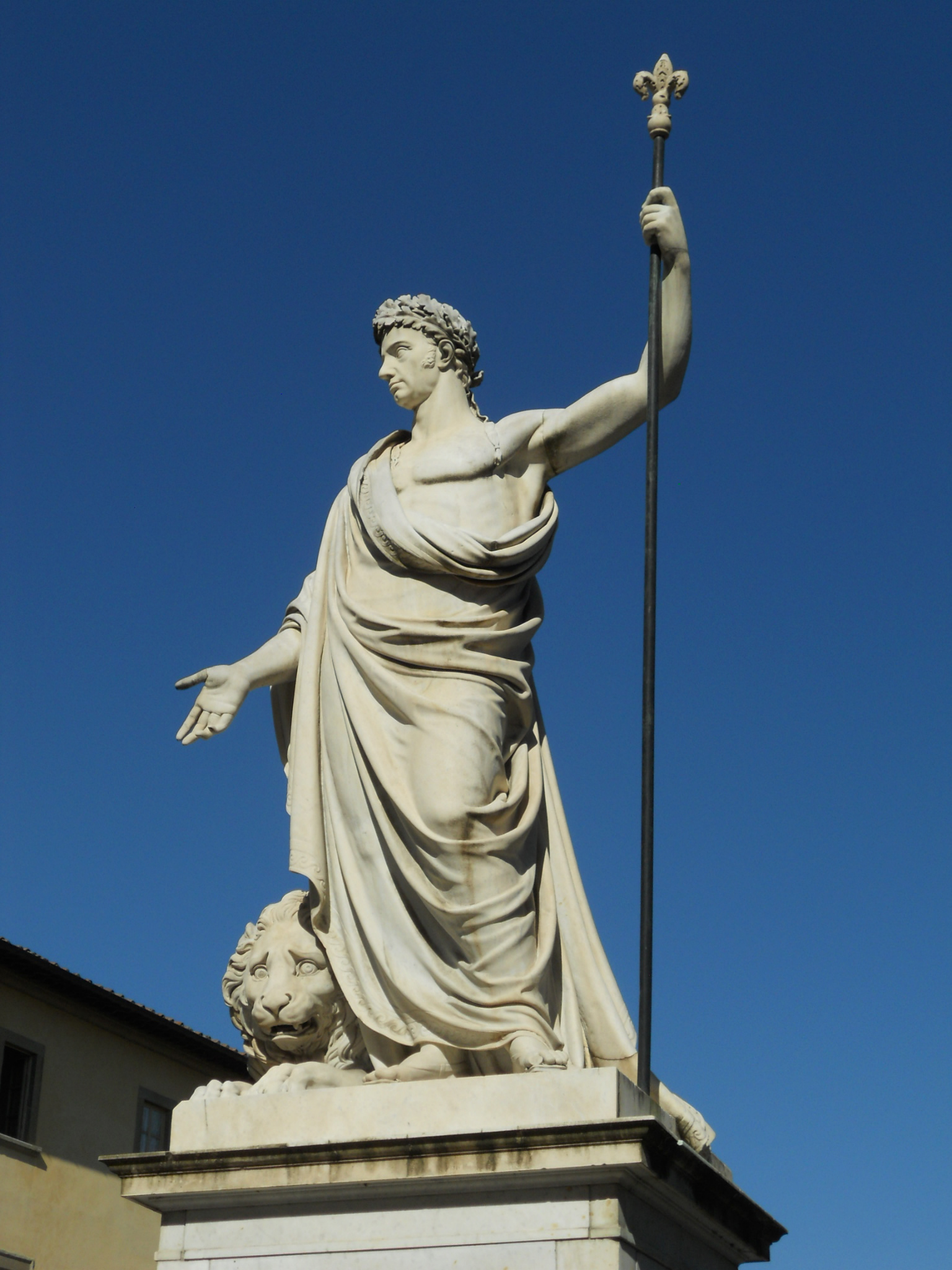
Памятник Фердинанду III, великому герцогу Тосканы. Ок. 1820. Ареццо
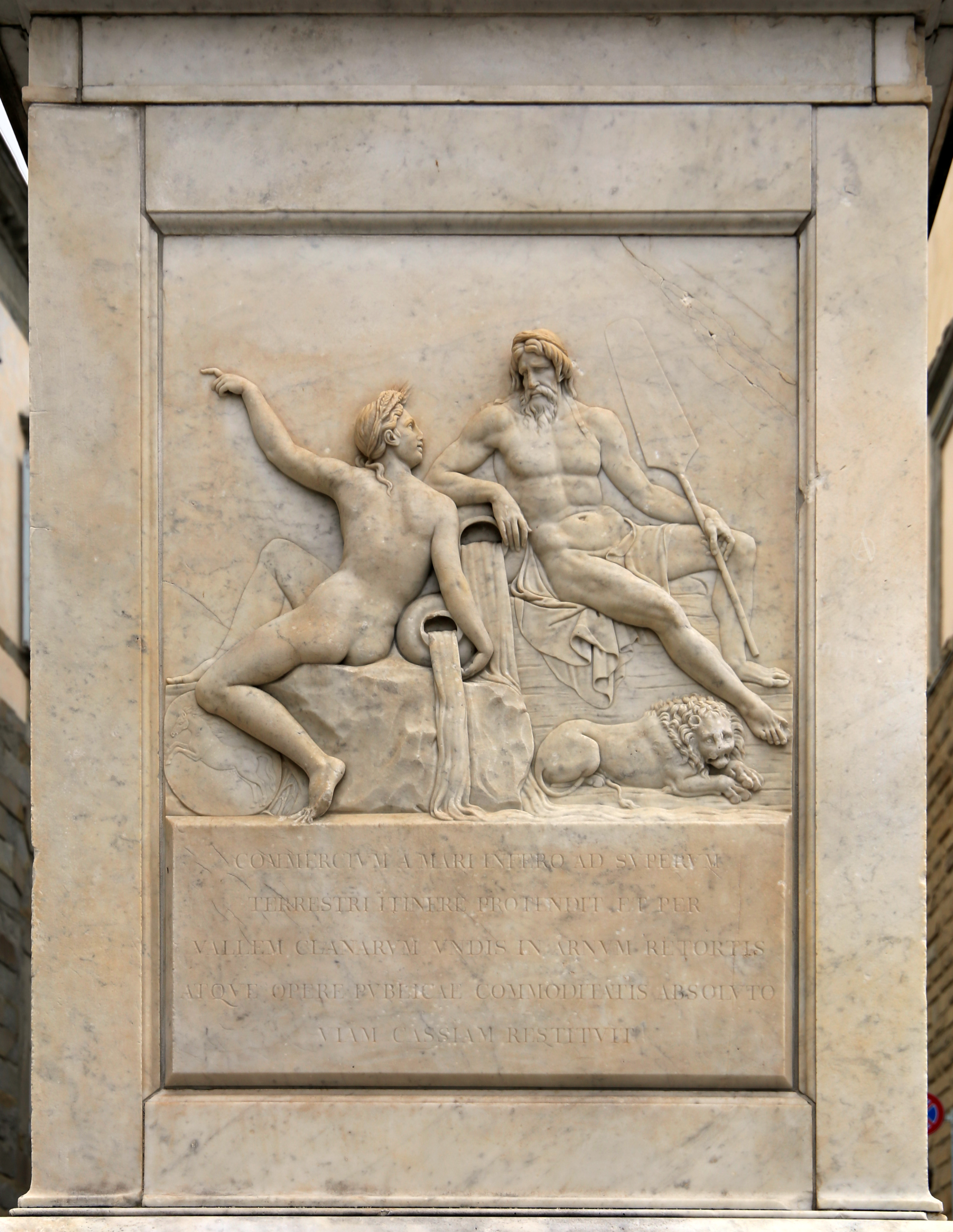
Союз Валь-ди-кьяны и Арно. Барельеф постамента памятника
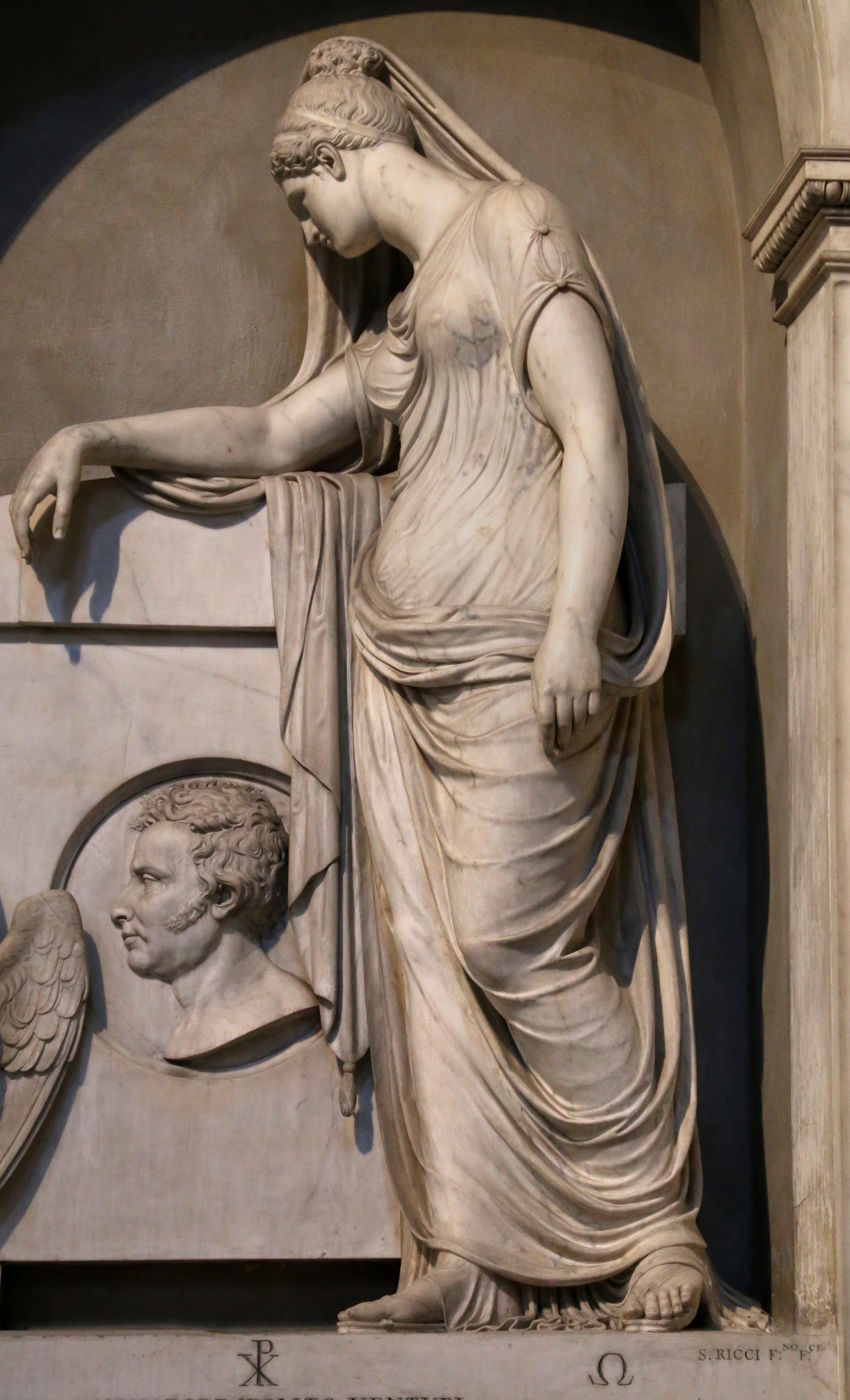
Надгробие Ипполито Вентури. 1817. Церковь Санта-Мария-Новелла, Флоренция
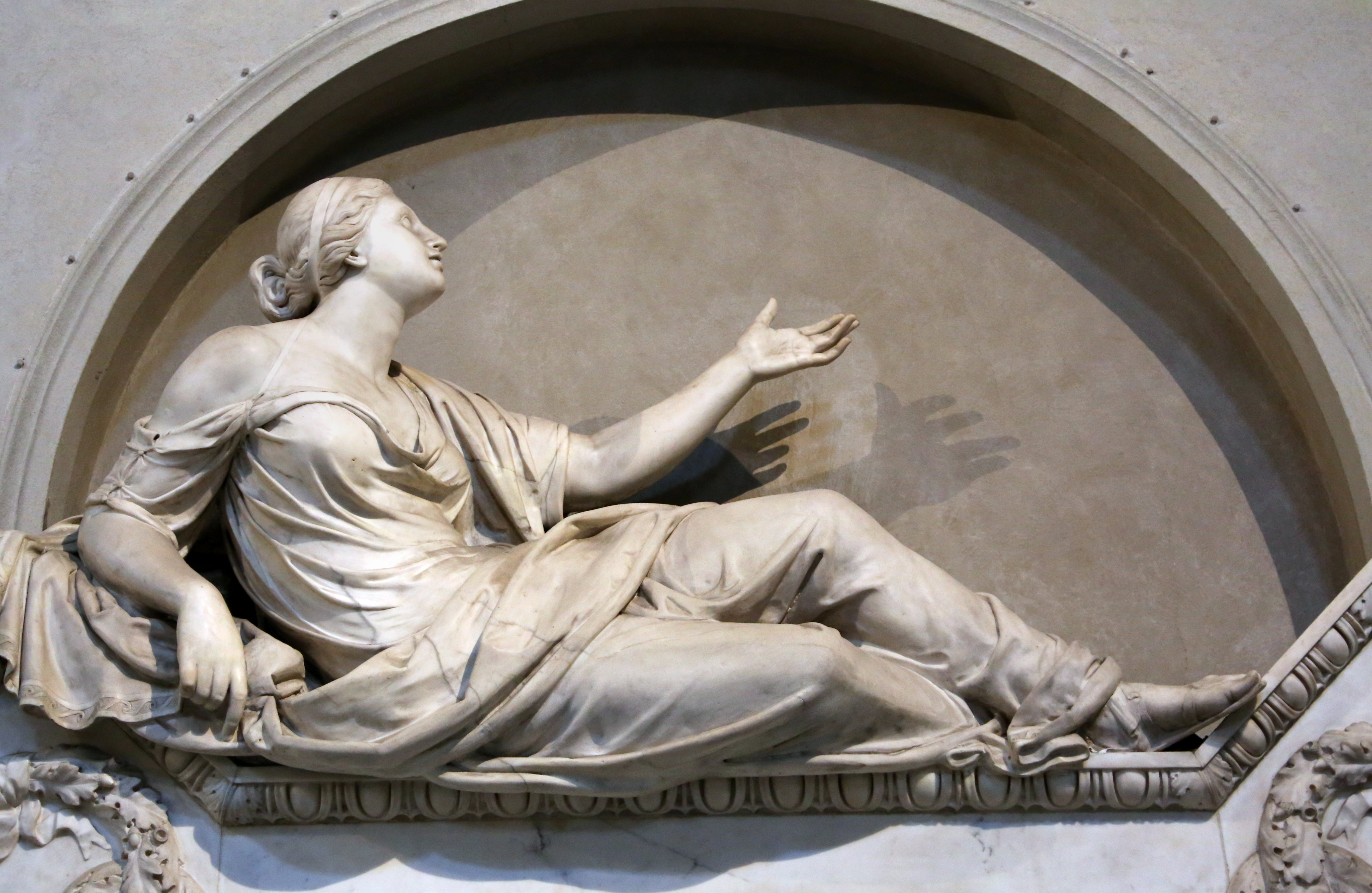
Надгробие Марии Анны Вентури. 1817. Деталь. Церковь Санта-Мария-Новелла, Флоренция